# Wolff Christoph von Arnim

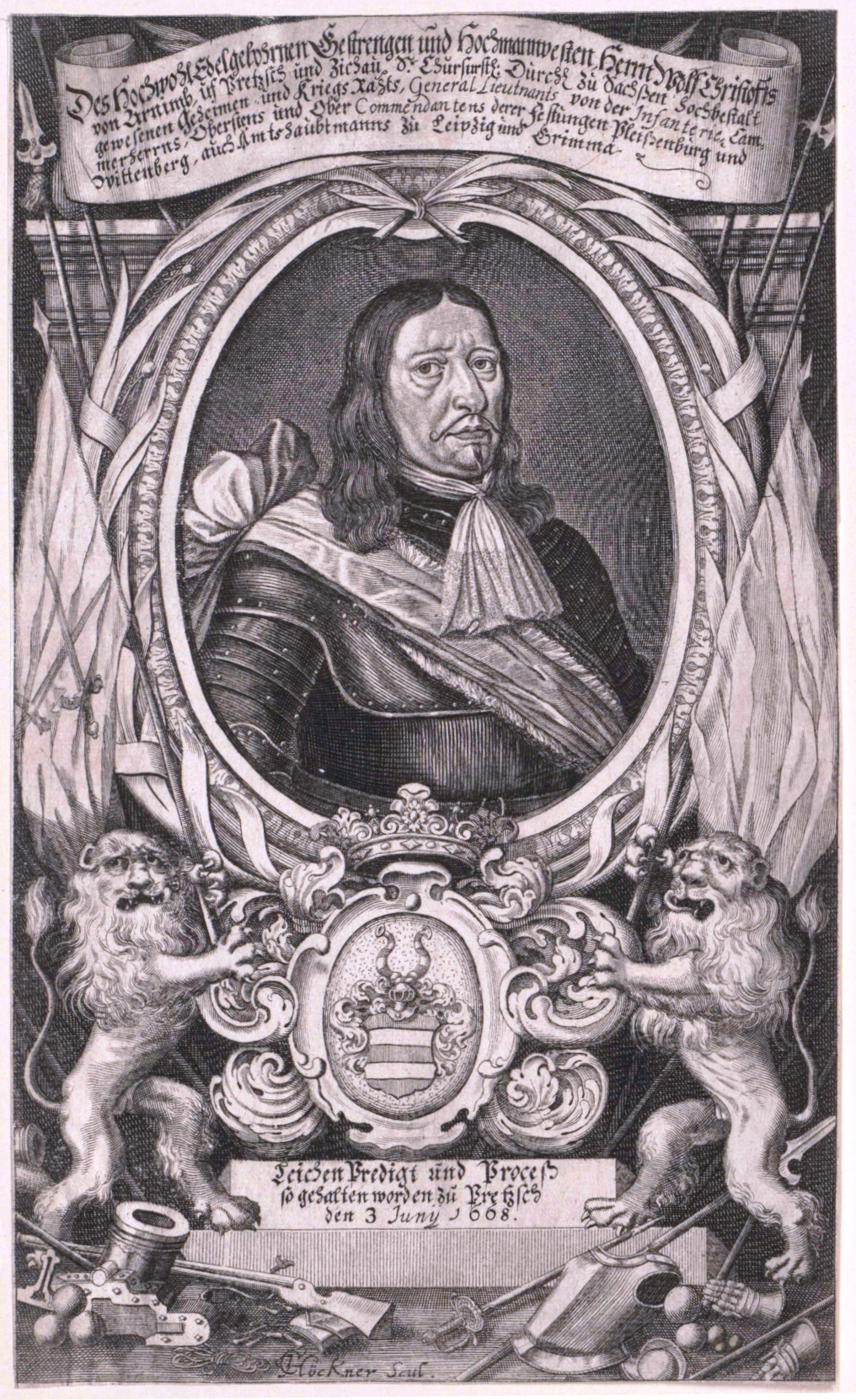
Wolff Christoph von Arnim

Wolff Christoph von Arnim (* 19. Juli 1607 in Lindow; † 21. März 1668 in Pretzsch; auch Wolff Christoff von Arnimb auff Zichau und Pretzsch) war ein kursächsischer Kammerherr, Geheim- und Kriegsrat sowie Generalleutnant.

## Leben
Wolff Christoph von Arnim stammte aus dem Hauptstamm Zichow der Familie von Arnim. Er besaß Döben und wurde 1647 mit Pretzsch belehnt.
Er war Amtshauptmann zu Leipzig und Grimma sowie Oberkommandant der Festungen Pleißenburg und Wittenberg. 1645 war er als Generalwachtmeister und Obrist zu Fuß einer der drei sächsischen Unterzeichner der Urkunde des Waffenstillstands von Kötzschenbroda, der für die sächsischen Truppen den Dreißigjährigen Krieg de facto beendete.

## Familie
Durch seine vier Söhne wurde Wolff Christoph von Arnim zum Stammvater der vier sogenannten „sächsischen Linien“ der Familie von Arnim:
- Johann Christian (1640–1695), Begründer der Linie Walda, benannt nach dem Kammergut Walda
- Christoph Julius (1643–1708), Begründer der Linie Döben, benannt nach Schloss Döben
- Johann Georg (1655–1721), Begründer der Linie Planitz, benannt nach dem Rittergut Planitz
- Wolff Christoph II. (1660–1727), Begründer der Linie Neusorge, benannt nach Schloss Neusorge

## Epitaph
In der Kirche St. Nikolai in Pretzsch steht ein für v. Arnim errichtetes überdimensionales, prächtiges Epitaph aus Sandstein und Holz, welches vielfach gegliedert, mit plastischen figürlichen Darstellungen, Inschriften etc. versehen ist.
Des Weiteren befinden sich in der Kirche vier kleinere hölzerne Epitaphe und ein Totenschild von zwei Söhnen sowie weiteren Familienangehörigen des v. Arnim.